# 和康県
和康県（わこうけん）は、中華人民共和国新疆ウイグル自治区ホータン地区に位置する県。

## 歴史
2024年12月27日中国共産党中央委員会、中華人民共和国国務院が県級の和康県を設置した。

## 行政区画
賽図拉鎮